# Tábor (nádraží)
Tábor je železniční stanice na adrese Valdenská 525/8 ve stejnojmenném městě. Setkává se zde hlavní trať Praha – České Budějovice s tratěmi do Ražic, Bechyně a Horní Cerekve. Nádraží leží zhruba 1,5 kilometru východně od historického centra města, poblíž pravého břehu Jordánu.

## Historie
Nádraží bylo zprovozněno roku 1871 jako součást Dráhy císaře Františka Josefa do Veselí nad Lužnicí, do Českých Budějovic prodloužena roku 1874. V roce 1888 se do nádraží připojila trať z Horní Cerekve a o rok později z Ražic. Roku 1903 byla postavena první elektrizovaná trať na území nynějšího Česka, která vede do Bechyně.

### Modernizace
15. září 2009 byla dokončena dva roky trvající rekonstrukce 12 kilometrů dlouhého úseku Tábor – Doubí. Trať byla zdvojkolejněna, zabezpečovací zařízení modernizováno, traťová rychlost byla zvýšena na 110 km/h, pro naklápěcí vlaky na 160 km/h, stanice byla zrekonstruována, na nástupiště přibyly výtahy, žluté výstražné pásy, digitální tabule odjezdů na jednotlivá nástupiště a podchod na nástupiště s propojením budovy a ulice Vodňanského. Vznikla nová zastávka Tábor-Čápův Dvůr.
Od 13. října 2022 je stanice dálkově ovládána z CDP Praha.

## Vlaky
Ve stanici v současné době (2025) zastavují vlaky kategorií EuroCity, InterCity, expres, rychlík, spěšný vlak, osobní vlak. Vlaky InterCity spojují Prahu s Českými Budějovicemi a Českým Krumlovem. Eurocity pak doveze cestující z Prahy až do rakouského Lince. Rychlíky jezdí na trati 220 každou hodinu. Rychlíky pod názvem Vltava spojují Prahu a České Budějovice. Rychlíky Lužnice/Silva Nortica spojují Prahu s České Velenicemi. Vlaky Silva Nortica pak dále pokračují do rakouské Vídně. Osobní vlaky směr Č. Budějovice jezdí každé 2 hodiny a jsou vedeny novými jednotkami Regiopanter. Směr Olbramovice jsou to 1-2 hodiny. Na odjezd rychlíků v XX:01 v pracovní dny navazuje téměř každou hodinu vlak do Milevska, Písku, a jednou za dvě hodiny do Strakonic s odjezdy v XX:08 (mimo 4:08-4:21,5:08-5:05,6:08-5:46,8:08-8:13,13:08-13:05,14:08-14:12 GVD 2021). Dále odjíždějí vlaky do Horní Cerekve vždy v L:05 a 14:19, do Bechyně v L:05-L:08 (od 9:05 do 19:08),které jsou doplněny o vlaky v 4:44,5:46,6:48,14:06,16:07,18:08,20:09.[zdroj?]